# Едвард Вільямс Морлі
Едвард Вільямс Морлі (англ. Edward Williams Morley; 29 січня 1838, Ньюарк, Нью-Джерсі — 24 лютого 1923, Вест-Гартфорд, Коннектикут) — американський учений, фізик і хімік.

## Біографія
Народився Морлі в Ньюарку, штат Нью-Джерсі, в сім'ї церковнослужителя-конгрегаціоналіста. Через слабке здоров'я школу не відвідував, а навчався вдома, причому батько готував його до продовження служіння церкві, однак хлопчик віддав перевагу природничим наукам і зайнявся вивченням хімії та природознавства.

## Наукова діяльність
З 1869 по 1906 роки він був професором хімії в коледжі Західний резервний (який був федеральним, сучасна назва Західний резервний університет Кейза).
Найбільш значимі роботи Морлі в області фізики та оптики. В цій галузі Морлі співпрацював з фізиком Альбертом Майкельсоном протягом декількох років близько 1887 року. Вони поставили експеримент, поліпшивши свої методи дослідження в багато разів, який ми називаємо експеримент Майкельсона-Морлі. Цей експеримент зробив точніші вимірювання швидкості світла в різних напрямках, і в різні пори року, оскільки Земля обертається по орбіті навколо Сонця. Ці ретельні вимірювання були створені, щоб вимірювати відмінності в швидкості світла в різних напрямках. Майкельсона і Морлі завжди вважали, що швидкість світла не змінюється взагалі в залежності від напрямку вимірювань, або положення Землі на своїй орбіті. Вимірювання швидкості світла в експерименті дало «нульовий результат».
Ні він, ні Майкельсон ніколи не вважав, що ці нульові результати спростували гіпотезу існування «Ефіру», в якому електромагнітні хвилі, як думали, розповсюджуються. Нульові результати дозволили ірландському фізику Джорджу Фіцджеральду зробити припущення про скорочення фізичних об'єктів в напрямку їхнього руху в інерційних системах відліку. Пізніше виявилося, що Фітцджеральд, а ще через кілька років Лоренц, отримали правильні результати, але їхні міркування були невірні.
Однак, інші вчені прийшли до висновку, що ефіру не існує. Результати Майкельсона-Морлі незабаром привели Альберта Ейнштейна до постулату, що швидкість світла постійна у всіх інерційних системах відліку, закладеного в основу спеціальної теорії відносності.
Морлі також співпрацював з Дейтоном Міллером.
У хімії Морлі був пристрасним поборником точних кількісних експериментів і до початку співпраці з Майкельсоном вже завоював репутацію серйозного дослідника. Вищим досягненням Морлі було точне порівняння атомних мас елементів з масою атома водню, за яке вчений був удостоєний нагород кількох наукових товариств. Морлі вдалося з неперевершеною точністю визначити питомі маси водню і кисню в складі чистої води.

## Нагороди
Морлі був президентом Американської асоціації сприяння розвитку науки (1895), президентом Американського хімічного товариства (1899). Морлі був нагороджений медаллю Деві, названу на честь великого британського хіміка сера Гемфрі Деві, Лондонського королівського товариства, Англія 1907 року; і також медаллю Елліотта Крессона, що присуджується Інститутом Франкліна штату Пенсільванія (1912 року), за важливий внесок в науку хімію. Він отримав медаль Вілларда Гіббса відділенням Чиказького Американського хімічного товариства (1899 року).

## Вшанування пам'яті
Місячний кратер Морлі на видимій стороні був названий на його честь. Школа Морлі у Вест-Гартфорді (штат Коннектикут) була також названа на його честь. Його будинок у Вест-Гартфорді став Національною історичною пам'яткою (1975 року).